# Shippingefficiency
Shippingefficiency ist eine Datenbank, die es ermöglichen soll, den Ausstoß schädlicher Treibhausgase weltweit zu reduzieren. Dazu soll die Energieeffizienz der Seeschifffahrt mittelfristig um 30 Prozent gesteigert werden. Hintergrund ist die Tatsache, dass 90 Prozent des Welthandels per Schiff abgewickelt wird und so heute drei Prozent der weltweiten Kohlenstoffdioxid-Emissionen auf das Konto der Schifffahrt gehen.
Die Datenbank ist online verfügbar. Sie war ein Projekt des Carbon War Room. Dieser wiederum geht auf eine Initiative von Richard Branson zurück. Im Jahr 2014 ging der Carbon War Room im Rocky Mountain Institute auf. Die Datenbank umfasst Schiffstypen wie Containerfrachter, Öltanker, Kreuzfahrtschiffe und vergleicht Schiffe eines Typs miteinander. Die Datenbank umfasst heute 60.000 Schiffe, das sind rund die Hälfte der existierenden Schiffe. Sie bedient sich dabei des Energy Efficiency Design Index der Londoner Internationalen Seeschifffahrts-Organisation (IMO).
Da bis heute die Weltschifffahrt nicht vom Kyoto-Protokoll oder dem EU-Emissionshandel betroffen ist und auch Schiffsdiesel nicht besteuert wird, gab es bislang keine Anreize, Meere und Luft weniger zu verschmutzen. Diese Anreize sollen durch die Datenbank geschaffen werden, indem etwa Häfen ihre Gebühren staffeln. 
Energieeffiziente Schiffe verfügen beispielsweise über bessere Schiffsschrauben, sie optimieren computergestützt ihre Routen oder nutzen neue Technologien wie die von Skysails. 
Die Datenbank wurde im Dezember 2010 anlässlich der UN-Klimakonferenz in Cancún vorgestellt.